# لب خط
لب خط فیلمی به کارگردانی و نویسندگی علی جبارزاده و تهیه‌کنندگی علی عبدالعلی‌زاده در ژانر کمدی، اجتماعی، خانوادگی محصول سال ۱۳۹۹ است.

## خلاصه داستان
این فیلم روایت جوانی به اسم رضا است که در جنوب تهران «لب خط» زندگی می‌کند و از معدود آدم‌هایی در دنیاست که سندرم هایپرتیمزیا دارد.

## بازیگران
- محیا دهقانی
- نیما شعبان نژاد
- هومن حاجی عبداللهی
- روشنک گرامی
- سیاوش چراغی‌پور
- رضا داوودنژاد
- لاله صبوری
- سمیرا حسن‌پور
- نسیم ادبی
- محمدرضا داوودنژاد
- سعید امیرسلیمانی
- صفر کشکولی
- جمشید هاشم‌پور
- هامون سیدی
- کاظم نوربخش
- رضا بای
- علیرضا مهران
- مونا کرمی
- علی کاظمی
- ناصر محبی
- وحید رحیمیان